# Ctenucha manuela
Ctenucha manuela är en fjärilsart som beskrevs av D. Jones 1914. Ctenucha manuela ingår i släktet Ctenucha och familjen björnspinnare. Inga underarter finns listade i Catalogue of Life.